# Лаутерсхайм
Лаутерсхайм (нем. Lautersheim) — община в Германии, в земле Рейнланд-Пфальц. 
Входит в состав района Доннерсберг. Подчиняется управлению Гёльхайм.  Население составляет 650 человек (на 31 декабря 2010 года). Занимает площадь 3,72 км².